# 馬哈旺戰役
馬哈旺戰役，又可稱馬哈旺事件（賽德克語：Pncbuwan Mahawang），是臺灣賽德克族德固達雅群（Seediq Tgdaya）傳說中，與布農族之間發生的首次戰爭:12:23。

## 傳說
德鹿灣時代（Truwan）的某日，有支50人的布農族隊伍（可能為獵首隊或獵場探勘隊）來到此地，白晝時藏匿於附近、深夜則潛入部落察探（Rumuyuk），三日後的破曉時分，布農族隊伍發動襲擊並交戰至正午，雙方互有死傷，房屋燒毀五、六間。其布農族穿戴的毛皮衣物（Lukus benac）擁有弓箭不易射穿、長矛難以刺破，有如盾牌的功能，使之印象深刻。此戰中又因固那果合部落（Alang kunaguh/Alang kunuguh）獲得豐盛的戰績，故解除隔離約束，重新融入德鹿灣社會:267:378。